# Never Back Down
Série
Never Back Down 2
(2011)
Pour plus de détails, voir Fiche technique et Distribution.
Never Back Down ou Chacun son combat au Québec est un film américain réalisé par Jeff Wadlow et sorti en 2008.

## Synopsis
Jake suit son frère et sa mère, partis s’installer à Orlando en Floride. Il vient d’arrêter le football américain, car il est trop impulsif et trop violent. Cependant, une vidéo de sa dernière bagarre circule sur Internet et attire l’attention de Ryan McCarthy, jeune riche imbu de sa personne et champion d'arts martiaux mixtes (MMA). Ce dernier propose à Jake un combat. Par orgueil, Jake accepte mais perd la manche.
Il décide alors d’apprendre à se battre avec Jean Roqua, un étrange entraîneur qui ne quitte jamais sa salle. Jake tombe amoureux de la petite amie de Ryan, Baja. Énervé, Ryan veut à tout prix affronter Jake à nouveau, cette fois-ci en compétition pour le Beat Down, un tournoi où presque tous les coups sont permis.

## Fiche technique
Sauf indication contraire, les informations de cet article sont issues de l'IMDb
- Titre original : Never Back Down
- Réalisateur : Jeff Wadlow
- Scénario : Chris Hauty
- Producteurs : Craig Baumgarten et David Zelon
- Coproducteur : Bill Bannerman
- Musique : Michael Wandmacher
- Directeur de la photographie : Lukas Ettlin
- Montage : Victor Dubois et Debra Weinfelln
- Distribution des rôles : Sarah Halley Finn et Randi Hiller
- Création des décors : Ida Random (en)
- Direction artistique : Andrew White
- Décorateur de plateau : Scott Jacobson
- Création des costumes : Judy Ruskin Howell
- Pays de production :  États-Unis
- Date de sortie : 2008

## Distribution
- Sean Faris (VF : Donald Reignoux et VQ : Émile Mailhiot) : Jake Tyler
- Amber Heard (VF : Chloé Berthier et VQ : Nadia Paradis) : Baja Miller
- Cam Gigandet (VF : Axel Kiener et VQ : Philippe Martin) : Ryan McCarthy
- Evan Peters (VF : Fabrice Trojani et VQ : Nicholas Savard L'Herbier) : Max Cooperman
- Leslie Hope (VF : Véronique Augereau et VQ : Marika Lhoumeau) : Margot Tyler
- Wyatt Smith (VQ : Alexandre Bacon) : Charlie Tyler
- Affion Crockett (VQ : Jean-François Beaupré) : Beatdown DJ Swagga
- Djimon Hounsou (VF : Jean-Paul Pitolin ; VQ : Widemir Normil) : Jean Roqua
- Neil Brown Jr. : Aaron
- Steven Crowley : Ben Costigan
- Tilky Jones : Eric
- Tom Nowicki : Monsieur Lloyd
- Lauren Leech : Jenny
- David Zelon : Père de Ryan
- Cameron Francis : Médecin des urgences
- David J. Perez : Miles Dupree

 Source et légende : Version Française (VF) sur Symphonia Films (la société de doublage); Version Québécoise (VQ)

## Suites
En 2011, une première suite est sortie, Never Back Down 2, où Evan Peters reprend son rôle de Max Cooperman. Il s'agit de la première réalisation de Michael Jai White, qui figure également au casting. Plusieurs combattants d'arts martiaux mixtes y font une apparition, tels que Todd Duffee ou Lyoto Machida.
Une seconde suite a vu le jour en 2016, Never Back Down: No Surrender, toujours réalisée par Michael Jai White qui reprend aussi son rôle du second opus. Plusieurs personnalités du monde des arts martiaux sont présentes dans ce film, tels que Josh Barnett, et aussi une du catch, Nathan Jones.